# Yanomami

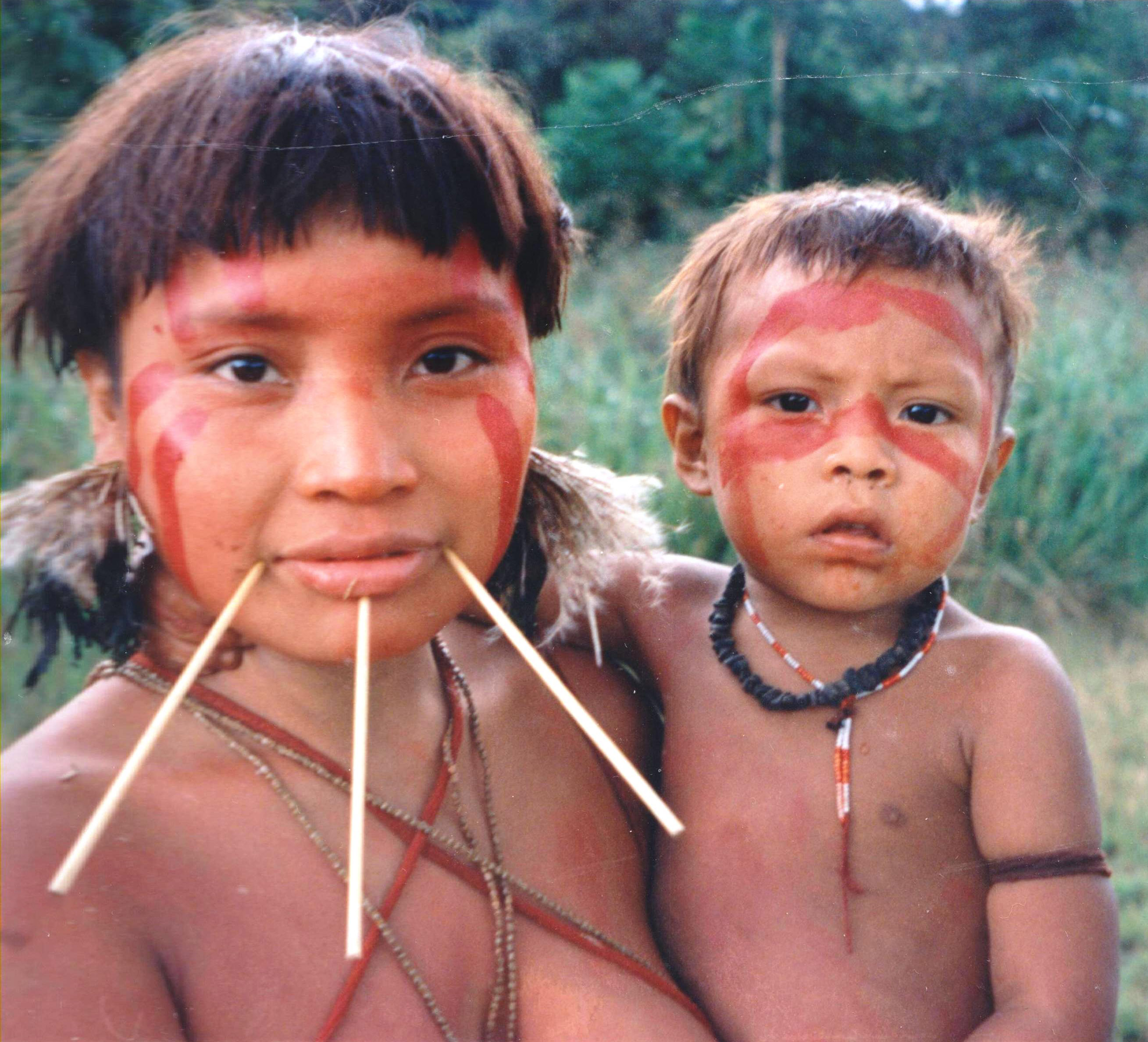
Yanomami-kvinna med sitt barn 1997.

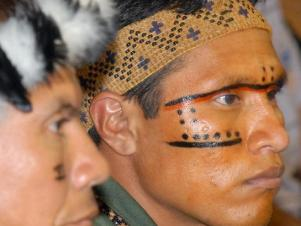
Yanomamifolk.

Yanomami är en sydamerikansk urfolkstam som uppgår till ungefär 25 000 individer och bor i gränstrakterna mellan Brasilien och Venezuela i Amazonas regnskog vid floden Orinoco.

## Yanomamifolkets levnadssätt
Yanomamifolket är ett naturfolk som fortsätter att leva efter sina traditioner.  De bor tillsammans i byar i ett enda stort hus som är byggd i en cirkelform och taket är öppet i mitten av huset. Det är på denna öppna plats som de håller möten, fester och rådslag. I byggnaden, som är mycket sval tack vare det öppna taket, sover man i hängmattor av bomull eller lianer.
Yanomami livnär sig på det som odlas i trädgårdarna och det som männen jagar. Av maniok görs bröd och flera andra plantor används för att göra mediciner och mat, eller – som med bomull – hängmattor. Dessutom framställer man färg ur olika växter för kroppsmålning. Männen jagar apor, vildsvin med mera, och dessutom är fiske vanligt. All mat fördelas så att ingen skall gå hungrig; att dela med sig av mat och saker är centralt i yanomamis kultur.
Det finns inga ledare bland yanomami. Människor som har ett gott anseende kan ofta uttrycka sina åsikter, men de har ingen makt över någon när beslut skall fattas. Kvinnor är alltid med vid rådslag och deras åsikter värderas. Den man som är mest betydande i en by är ofta den med flest systrar och döttrar, eftersom andra män kan vilja gifta sig med dessa. Men det räcker inte med många kvinnliga släktingar – intelligens, respekt för traditioner, uppfinningsrikedom och förmåga att uttrycka sig väl är precis lika viktiga för att få ett gott anseende hos invånarna.

## Upptäcktshistoria
Yanomamis första kända kontakt med yttervärlden skedde efter andra världskriget då Venezuela och Brasilien drog sina gränser genom yanomamis land, men det var först i samband med ett vägbygge genom norra Brasilien som folket fick någon egentlig kontakt med nybyggarna. Yanomami utsattes för en lång rad europeiska sjukdomar, och en mässlingsepidemi 1978 dödade hälften av befolkningen i flera byar i samband med att närmare 40 000 guldgrävare tagit sig in i yanomamis land. I början av 1990-talet dog 20 procent av alla yanomami till följd av olika epidemier.
1993 – FN:s ursprungsbefolkningsår – öppnade regeringen, efter påtryckningar från bland annat CCPY och Survival International, en 94 000 kvadratkilometer stor park för yanomamifolket, där endast yanomami får vistas. 